# Los Morenos
Los Morenos es una localidad española del municipio de Fuente Obejuna, perteneciente a la provincia de Córdoba, en la comunidad autónoma de Andalucía.

## Historia
Hacia mediados del siglo XIX, el lugar era mencionado como una aldea del ayuntamiento de Fuente Obejuna. Aparece descrito en el decimoprimer volumen del Diccionario geográfico-estadístico-histórico de España y sus posesiones de Ultramar de Pascual Madoz de la siguiente manera:

MORENOS: ald. en la prov. de Córdoba, part. jud. y ayunt. de Fuente-obejuna. Se halla sit. á poca distancia de la de Cardenchosa, de que es anejo, y tiene algunos pequeños huertos con hortaliza y árboles frutales, entre los que está aclimatado el naranjo chino, el ágrio, el limon y la toronja.
(Madoz, 1848, p. 605)

En 2022, tenía empadronados 63 habitantes.